# Municipio Almoloya de Alquisiras
Koordinaten: 18° 51′ N, 99° 53′ W
Almoloya de Alquisiras ist ein Municipio im mexikanischen Bundesstaat México. Der Sitz der Gemeinde und deren größter Ort ist das gleichnamige Almoloya de Alquisiras, die nächstgrößere Ortschaft im Municipio ist San Andrés Tepetitlán. Die Gemeinde hatte im Jahr 2010 14.856 Einwohner, ihre Fläche beträgt 183,2 km².

## Geographie
Almoloya de Alquisiras liegt im Südwesten des Bundesstaates México, etwa 50 km südwestlich von Toluca de Lerdo.
Das Municipio grenzt an die Municipios Coatepec Harinas, Texcaltitlán, Zacualpan und Sultepec.